# Svea Frobel
Svea Frobel (* 27. November 2000 in Ashausen) ist eine deutsche Volleyballspielerin.

## Karriere
Frobel spielte bis 2018 mit dem ETV Hamburg in der Dritten Liga Nord. Danach wurde sie vom VT Hamburg verpflichtet, mit dem sie in der Zweiten Liga Nord spielte. Von 2020 bis 2022 studierte die Außenangreiferin am Daytona State College und spielte in der Universitätsmannschaft Falcons. 2022 kehrte sie zum ETV Hamburg zurück. Mit dem Verein schaffte sie in der Saison 2024/25 den Aufstieg in die erste Liga. Auch 2025/26 spielt Frobel für ETV Hamburg.